# Lijst van coaches van het Egyptisch voetbalelftal (mannen)
Dit is een lijst van bondscoaches van het Egyptisch voetbalelftal mannen.

## Bondscoaches
| Naam                              | Land van herkomst | Begin periode      | Einde periode       | Prijzen         | Opmerkingen/Wijze van vertrek                  |
| --------------------------------- | ----------------- | ------------------ | ------------------- | --------------- | ---------------------------------------------- |
| Hussein Hegazi                    | Egypte            | 1 juli 1920        | 30 juni 1924        |                 |                                                |
| James McCrae                      | Schotland         | 1 januari 1934     | 1 januari 1936      |                 |                                                |
| Tewfik Abdullah                   | Egypte            | 1940               | 1944                |                 |                                                |
| Eric Keen                         | Engeland          | 1 juli 1947        | 30 juni 1948        |                 |                                                |
| Edward Jones                      | Engeland          | 1949               | 1952                |                 |                                                |
| Selectiecomité                    | Egypte            | 1953               | 1954                |                 |                                                |
| Ljubiša Broćić                    | Joegoslavië       | 1954               | 1955                |                 |                                                |
| Mourad Fahmy                      | Egypte            | 1 januari 1955     | 30 juni 1957        | Afrika cup      |                                                |
| Mohamed El-Guindi & Hanafy Bastan | Syrië             | 1 juli 1958 / 1962 | 30 juni 1959 / 1962 | Afrika cup      |                                                |
| Pál Titkos                        | Hongarije         | 1 december 1959    | 30 juni 1961        |                 |                                                |
| Fouad Ahmed Sedki                 | Syrië             | 1 juli 1963        | 31 december 1963    |                 |                                                |
| Branko Horvatek                   | Joegoslavië       | 1963               | 1964                |                 |                                                |
| Andrija Pflander                  | Joegoslavië       | 1964               | 1965                |                 |                                                |
| Dimitri Tadić                     | Joegoslavië       | 1965               | 1965                |                 |                                                |
| Andrija Kovač                     | Joegoslavië       | 1965               | 1965                |                 |                                                |
| Sándor Kapocsi                    | Hongarije         | 1 juli 1965        | 30 juni 1967        |                 |                                                |
| Saleh El Wahsh & Kamal El Sabagh  | Syrië             | 1 januari 1968     | 30 juni 1970        |                 |                                                |
| Dettmar Cramer                    | Duitsland         | 1 juli 1971        | 30 juni 1974        |                 |                                                |
| Burkhard Pape                     | Duitsland         | 1 juli 1975        | 30 juni 1977        |                 |                                                |
| Dušan Nenković                    | Joegoslavië       | 1 januari 1977     | 30 juni 1978        |                 |                                                |
| Taha Ismail                       | Egypte            | 1978               | 1978                |                 |                                                |
| Bundzsák Dezso                    | Hongarije         | 1979               | 1979                |                 |                                                |
| Fouad Ahmed Sedki                 | Egypte            | 1980               | 1980                |                 |                                                |
| Abdel Monem El Hajj               | Egypte            | 1980               | 1980                |                 |                                                |
| Hamada El Sharqawy                | Egypte            | 1980               | 1980                |                 |                                                |
| Karl-Heinz Heddergott             | Duitsland         | 1 januari 1982     | 30 juni 1984        |                 |                                                |
| Saleh El Wahsh                    | Egypte            | 1984               | 1984                |                 |                                                |
| Mike Smith                        | Engeland          | 1 juli 1985        | 30 juni 1988        | Afrika cup      |                                                |
| Mahmoud El Gohary                 | Egypte            | 15 september 1988  | 17 oktober 1990     |                 |                                                |
| Dietrich Weise                    | Duitsland         | 1 november 1990    | 1 maart 1991        |                 |                                                |
| Mahmoud El Gohary                 | Egypte            | 25 oktober 1992    | 29 mei 1993         |                 |                                                |
| Mahmoud Saad                      | Egypte            | 1992               | 1992                |                 |                                                |
| Mohamed Shehta                    | Egypte            | 1993               | 1993                |                 |                                                |
| Mircea Rădulescu                  | Roemenië          | 1 juli 1993        | 30 juni 1994        |                 |                                                |
| Taha Ismail                       | Egypte            | 1994               | 1994                |                 |                                                |
| Nol de Ruiter                     | Nederland         | 1994               | 1995                |                 |                                                |
| Mohsen Saleh                      | Egypte            | 1995               | 1995                |                 |                                                |
| Ruud Krol                         | Nederland         | 1 november 1995    | 30 juni 1996        |                 |                                                |
| Farouk Gaafar                     | Egypte            | 1 juli 1996        | 1 maart 1997        |                 |                                                |
| Mahmoud El-Gohary                 | Egypte            | 27 maart 1997      | 2 augustus 1999     | Afrika cup      |                                                |
| Gerard Gili                       | Frankrijk         | 15 november 1999   | 1 maart 2000        |                 |                                                |
| Mahmoud El Gohary                 | Egypte            | 11 maart 2000      | 4 februari 2002     |                 |                                                |
| Mohsen Saleh                      | Egypte            | 1 juli 2002        | 1 maart 2004        |                 |                                                |
| Marco Tardelli                    | Italië            | 25 maart 2004      | 11 oktober 2004     |                 | Ontslagen, Hassan Shehata vervangt hem         |
| Hassan Shehata                    | Egypte            | 1 november 2005    | 6 juni 2011         | Afrika cup (3x) | Contract ontbonden, Bob Bradley vervangt hem   |
| Hany Ramzy                        | Egypte            | 1 september 2011   | 8 oktober 2011      |                 | Interim                                        |
| Bob Bradley                       | Verenigde Staten  | 18 september 2011  | 20 november 2013    |                 | Contract ontbonden, Shawky Gharib vervangt hem |
| Shawky Gharib & Ahmed Hassan      | Egypte            | 27 november 2013   | 26 november 2016    |                 | Ontslagen, Héctor Cúper vervangt hem           |
| Héctor Cúper                      | Argentinië        | 2 maart 2015       | 26 juni 2018        |                 | Ontslag genomen, Javier Aguirre vervangt hem   |
| Javier Aguirre                    | Mexico            | 1 augustus 2018    | 7 juli 2019         |                 | Ontslagen, Hossam El Badry vervangt hem        |
| Hossam El Badry                   | Egypte            | 20 september 2019  | 6 september 2021    |                 | Ontslagen, Carlos Queiroz vervangt hem         |
| Carlos Queiroz                    | Portugal          | 8 september 2021   | 11 april 2022       |                 | Ontslag genomen, Ehab Galal vervangt hem       |
| Ehab Galal                        | Egypte            | 25 april 2022      | 15 juni 2022        |                 | Ontslagen, Rui Vitória vervangt hem            |
| Rui Vitória                       | Portugal          | 11 juli 2022       | 4 februari 2024     |                 | Ontslagen, Mohamed Youssef vervangt hem        |
| Mohamed Youssef                   | Egypte            | 5 februari 2024    | 6 februari 2024     |                 | Interim, Hossam Hassan vervangt hem            |
| Hossam Hassan                     | Egypte            | 6 februari 2024    |                     |                 |                                                |

EFA · A-internationals · Selecties · Bondscoaches · Egyptisch vrouwenelftal · Olympisch elftal · Egypte U21 · Egypte U20 · Egypte U19 · Egypte U18 · Egypte U17
1920 – 1929 · 
1930 – 1939 · 
1940 – 1949 · 
1950 – 1959 · 
1960 – 1969 · 
1970 – 1979 · 
1980 – 1989 · 
1990 – 1999 · 
2000 – 2009 · 
2010 – 2019 ·
2020 − 2029
WK 1934 · 
WK 1990 · 
WK 2018
OS 1924 · 
OS 1928 · 
OS 1936 · 
OS 1948 · 
OS 1952 · 
OS 1960 · 
OS 1964 · 
OS 1968 · 
OS 1992 · 
OS 2012 · 
OS 2020
1920 · 
1921–1923 · 
1924 · 
1925–1927 · 
1928 · 
1929–1931 · 
1932 · 
1933 · 
1934 · 
1935 · 
1936 · 
1937–1947 · 
1948 · 
1949 · 
1950 · 
1952 · 
1952 · 
1953 · 
1954 · 
1955 · 
1956 · 
1957 · 
1958 · 
1959 · 
1960 · 
1961 · 
1962 · 
1963 · 
1964 · 
1965 · 
1966 · 
1967 · 
1968 · 
1969 · 
1970 · 
1971 · 
1972 · 
1973 · 
1974 · 
1975 · 
1976 · 
1977 · 
1978 · 
1979 · 
1980 · 
1981 · 
1982 · 
1983 · 
1984 · 
1985 · 
1986 · 
1987 · 
1988 · 
1989 · 
1990 · 
1991 · 
1992 · 
1993 · 
1994 · 
1995 · 
1996 · 
1997 · 
1998 · 
1999 · 
2000 · 
2001 · 
2002 · 
2003 · 
2004 · 
2005 · 
2006 · 
2007 · 
2008 · 
2009 · 
2010 · 
2011 · 
2012 ·
2013 ·
2014 ·
2015 ·
2016 ·
2017 ·
2018 ·
2019 ·
2020 ·
2021 ·
2022 ·
2023 ·
2024
Algerije ·
Angola ·
Argentinië ·
Australië ·
Bahrein ·
België ·
Benin ·
Bolivia ·
Bosnië en Herzegovina ·
Botswana ·
Brazilië ·
Bulgarije ·
Burkina Faso ·
Burundi ·
Canada ·
Centraal-Afrikaanse Republiek ·
Chili ·
China ·
Colombia ·
Comoren ·
Congo-Brazzaville ·
Congo-Kinshasa ·
DDR ·
Denemarken ·
Djibouti ·
Duitsland ·
Engeland ·
Equatoriaal-Guinea ·
Estland ·
Ethiopië ·
Finland ·
Frankrijk ·
Gabon ·
Georgië ·
Ghana ·
Griekenland ·
Guinee ·
Guinee-Bissau ·
Hongarije ·
Ierland ·
Indonesië ·
Irak ·
Iran ·
Italië ·
Ivoorkust ·
Jamaica ·
Japan ·
Jemen ·
Joegoslavië ·
Jordanië ·
Kaapverdië ·
Kameroen ·
Kenia ·
Koeweit ·
Kroatië ·
Libanon ·
Liberia ·
Libië ·
Litouwen ·
Luxemburg ·
Madagaskar ·
Malawi ·
Mali ·
Malta ·
Marokko ·
Mauritanië ·
Mauritius ·
Mexico ·
Mozambique ·
Namibië ·
Nederland ·
Nieuw-Zeeland ·
Niger ·
Nigeria ·
Noord-Korea ·
Noord-Macedonië ·
Noorwegen ·
Oeganda ·
Oman ·
Oostenrijk ·
Palestina ·
Polen ·
Portugal ·
Qatar ·
Roemenië ·
Rusland ·
Rwanda ·
Saoedi-Arabië ·
Schotland ·
Senegal ·
Sierra Leone ·
Slowakije ·
Soedan ·
Somalië ·
Spanje ·
Swaziland ·
Syrië ·
Tanzania ·
Thailand ·
Togo ·
Trinidad en Tobago ·
Tsjaad ·
Tsjecho-Slowakije ·
Tunesië ·
Turkije ·
Uruguay ·
Verenigde Arabische Emiraten ·
Verenigde Staten ·
Wit-Rusland ·
Zambia ·
Zimbabwe ·
Zuid-Afrika ·
Zuid-Jemen ·
Zuid-Korea ·
Zuid-Soedan ·
Zweden ·
Zwitserland
Kameroen (2017) ·
Rusland (2018) ·
Saoedi-Arabië (2018) ·
Uruguay (2018)